# Isoliertrennstelle

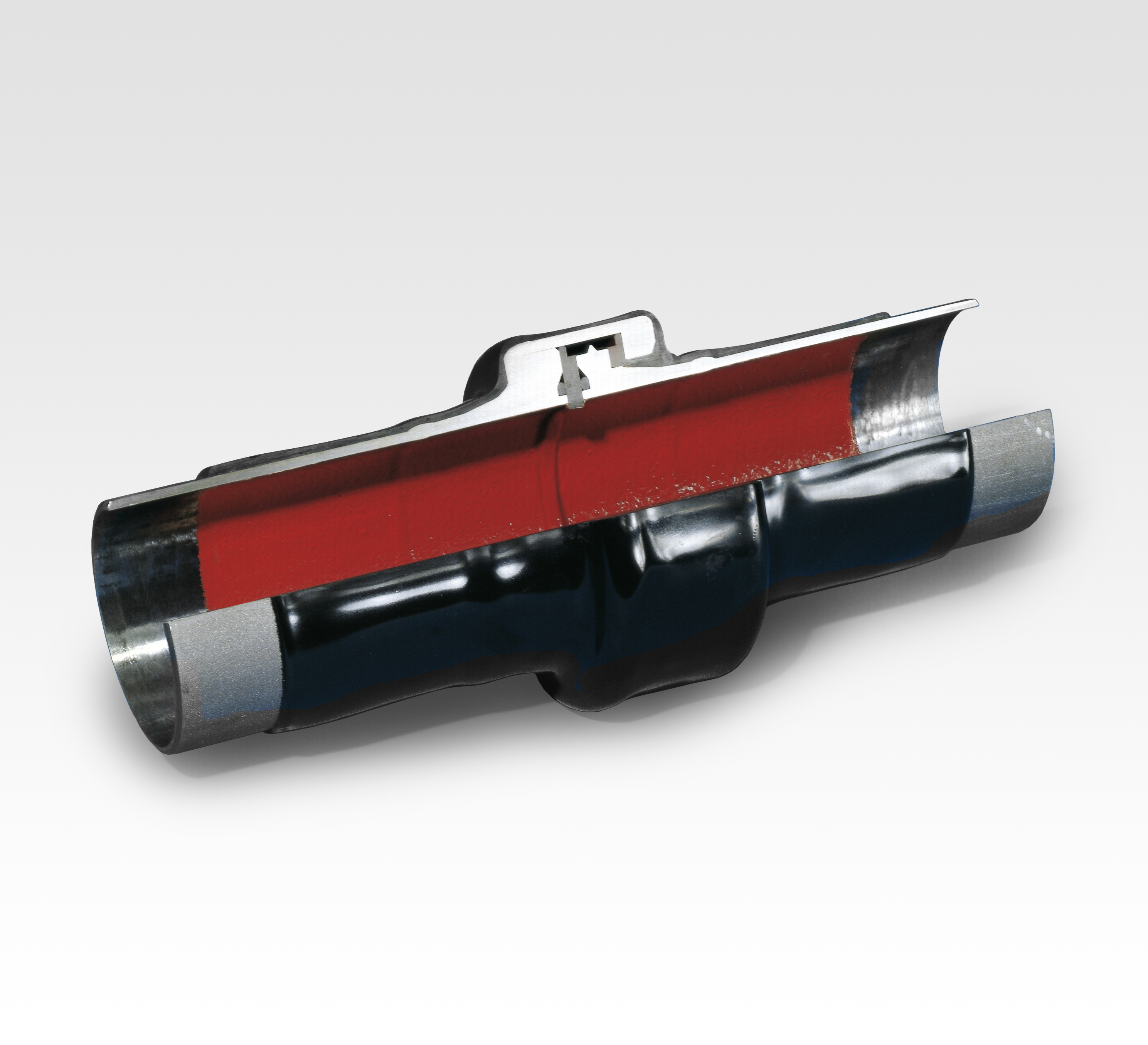
Schnitt durch ein Isolierstück mit Ringfunkenstrecke.

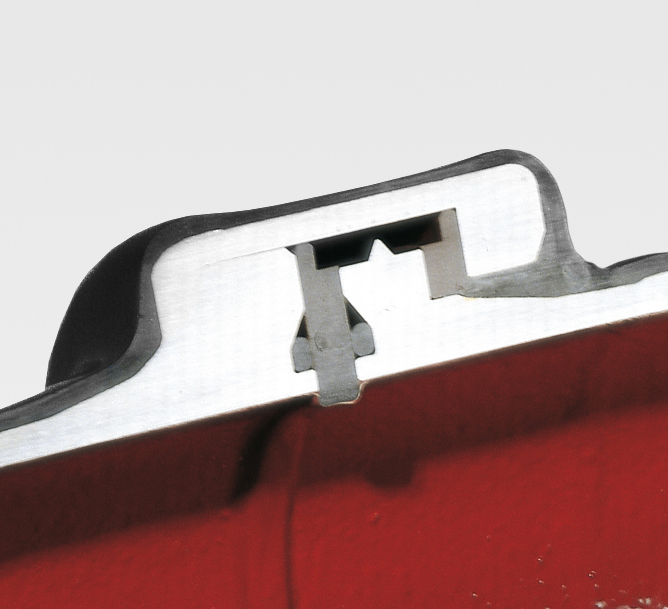
Deutlich zu sehen ist die Ringfunkenstrecke im Schnitt.

Isoliertrennstellen sind elektrotechnische Schutzmaßnahmen zur Unterbrechung der metallenen Leitfähigkeit einer Rohrleitung bzw. eines Systems des kathodischen Korrosionsschutzes. Die Isoliertrennstellen werden z. B. in Gas-, Öl-, Fernwärme- oder Wasser-Pipelines eingesetzt.

## Grundlagen
Die Aufgabe einer Isoliertrennstelle ist es, elektrische Spannungen, die in Versorgungsnetzen aus Metall auftreten, zu isolieren. Insbesondere bewusst an die Leitung angelegte Spannungen für den kathodischen Korrosionsschutze müssen räumlich begrenzt werden. Die so entstehenden KKS-Bereiche (Leitungsstrecke zwischen zwei Isoliertrennstellen) sind nur auf diese Weise beherrschbar. Der Schutzstrom kann gut gesteuert werden, und Fehler können auf einzelne KKS-Bereiche eingegrenzt werden. Auch müssen Anlagen wie Verdichterstationen, Tanks etc. vor Hochspannungen geschützt werden, um Schäden zu vermeiden. Dabei reicht der Funktionsumfang bei Isoliertrennstellen von der reinen Isolierung bis zum Abbau der Spannung innerhalb der Trennstelle.

## Bauarten

### Isolierflansch
Der Standard-Isolierflansch ist die einfachste Variante einer Isoliertrennstelle. Er wird zwischen zwei Rohrenden einer Pipeline montiert und isoliert die beiden Enden über eine nichtleitende, isolierende Schicht aus Hartpapier oder Epoxidglasseidengewebe zwischen den beiden Flanschenden. Der Schraubenschaft wird entweder durch Überschieben einer isolierenden Hülse oder durch eine fest aufgebrachte Isolierung am Schraubenschaft isoliert, die Schraubenköpfe und Muttern durch eine Unterlegscheibe aus Stahl- und isolierendem Werkstoff, meist GFK oder Duroplast (Duromer), idealerweise mit größtmöglicher Fläche. Die maximale mechanische Widerstandsfähigkeit ist abhängig von der isolierenden Unterlegscheibe und in der Regel mit einer normalen Flanschverbindung vergleichbar. Bei minderwertigen Produkten kann die Festigkeit der Schrauben teilweise nur zu 20 % ausgenutzt werden, was nachteilig ist. In der Folge müssen die Betreiber der Anlagen die Schrauben ggf. regelmäßig nachziehen, wenn diese durch die Kriechrelaxation der isolierenden Unterlegscheiben ihre Vorspannung verlieren. Ebenso ist die Biegesteifigkeit bei minderwertigen Produkten gering, da durch die Flanschverschraubungen kein in sich geschlossenes Bauteil vorliegt.
Vorteilhaft sind dagegen Ausführungen, bei denen die Isolierscheiben richtig dimensioniert sind und die Dichtfläche zusätzlich für den Kraftnebenschluss verwendet wird. Hierbei wirkt die Spannkraft nicht nur auf die Dichtung selbst, sondern wird auch direkt auf das Isoliermaterial der Isolierflanschdichtung übertragen. Die Anzugsmomente können dann zu 100 % aufgebracht werden.
Einige Hersteller nutzen Ringe, ähnlich wie Losflansche, die als Isolier- und Druckring zur Schaffung einer möglichst großen Fläche zur Aufnahme der Schrauben- und Rohrkräfte dienen. Zusätzlich können die Flansche durch Schaffung einer Blocklage an den Dichtflächen an der Neigung gehindert werden. Dieses System erlaubt die volle Ausnutzung der Schraubenfestigkeit und führt dadurch zum mechanisch widerstandsfähigsten Isoliersystem. Durch diese Bauweise gilt das System als auf Dauer technisch dicht, muss nicht regelmäßig geprüft und gewartet werden und kann unterirdisch verbaut werden.
Generell sind alle Isolierflansche anfällig gegenüber zu hoher Flanschblattneigung, da dies zu Problemen bei der Montage und zu frühzeitigem Versagen der Verbindung führen kann. Isolierflansche sollten aufgrund ihrer Bauweise in der Regel nur Überflur eingesetzt werden.
Alle Versionen können mit Schutz vor unbeabsichtigter Überbrückung und externer Trennfunkenstrecke ausgerüstet werden.

### Isolierstück
Auch Isolierkupplung. Das Isolierstück ist ein vollverschweißtes (Monobloc), kraftschlüssiges Bauteil, das dadurch eine hohe Biegesteifigkeit liefert. Die Spannung wird innerhalb des Bauteils an einer Isolierstelle aus Hartpapier oder Epoxidglasseidengewebe vom Übersprung auf die andere Seite abgehalten. Nachteil des Isolierstückes ist, dass bei hohen Spannungen die Isolierung innerhalb des vollverschweißten Isolierstückes verbrennt, ein Kohlefaden entsteht und dadurch elektrisch leitend wird. Das Isolierstück ist dadurch unwiederbringlich defekt und muss ausgetauscht werden.

### Isolierstück mit Ringfunkenstrecke
Das Isolierstück mit Ringfunkenstrecke ist die intelligente Variante des Isolierstückes. Über eine innenliegende Ringfunkenstrecke wird die Spannung ab 5 kV innerhalb des Isolierstückes abgebaut. Die zwei Bauteile des Isolierstückes zueinander werden durch Hartpapier oder Epoxidglasseidengewebe isoliert. Jedoch besteht ein unisolierter Totraum zwischen dem linken und rechten Bauteil, bei dem eine kleine Nase umlaufend den Funken der Überspannung ringförmig um das Isolierstück leitet, bis die Energie abgebaut ist. Dadurch ist eine innere Beschädigung des Isolierstückes oder umliegenden Bauteilen bei Spannungsspitzen ausgeschlossen. Der Vorteil der Ringfunkenstrecke liegt in der Wartungsfreiheit und der Tatsache, dass das Isolierstück auch Hochspannungen standhält. Das Isolierstück kann dadurch nicht beschädigt werden. Erfunden und patentiert hat das Isolierstück mit Ringfunkenstrecke 1986 das Unternehmen Franz Schuck aus dem schwäbischen Steinheim/Deutschland.